# Louise Lafendel
Louise Lafendel (1872-1971), institutrice, est cofondatrice en 1913 de la Maison des Petits à Genève. Elle est une pédagogue reconnue pour son action à l'origine de l'école active.

## Biographie
Elle naît le 12 mai 1872 à Caen dans le Calvados. Ses parents sont Marc Louis et Aimée-Virginie-Victorine, née Marie. 
Elle travaille à l'école enfantine de Malagnou aux Eaux-Vives, un centre de formation pour éducatrices de la petite enfance, issu de la mouvance Froebel.
Sur une idée d'Edouard Claparède, elle fonde, avec Mina Audemars, La maison des petits de l'institut Jean-Jacques Rousseau en 1913. Cette école privée expérimente des méthodes pédagogiques fondées sur la motivation en encourageant les élèves dans la voie de l'expérimentation. Elle invente ainsi avec Mina Audemars la méthode des 66 blocs pour apprendre à compter aux enfants.
Elle a été enterrée au Cimetière des Rois, considéré comme le Panthéon de Genève, dans une tombe à côté de sa collègue et amie de longue date Mina Audemars, décédée trois jours seulement avant elle.

## Publications
- Audemars, Mina et Lafendel, Louise, La Maison des Petits de l'Institut J.J. Rousseau, 1er janvier 1923 (lire en ligne)